# Johann Friederich Ludwig

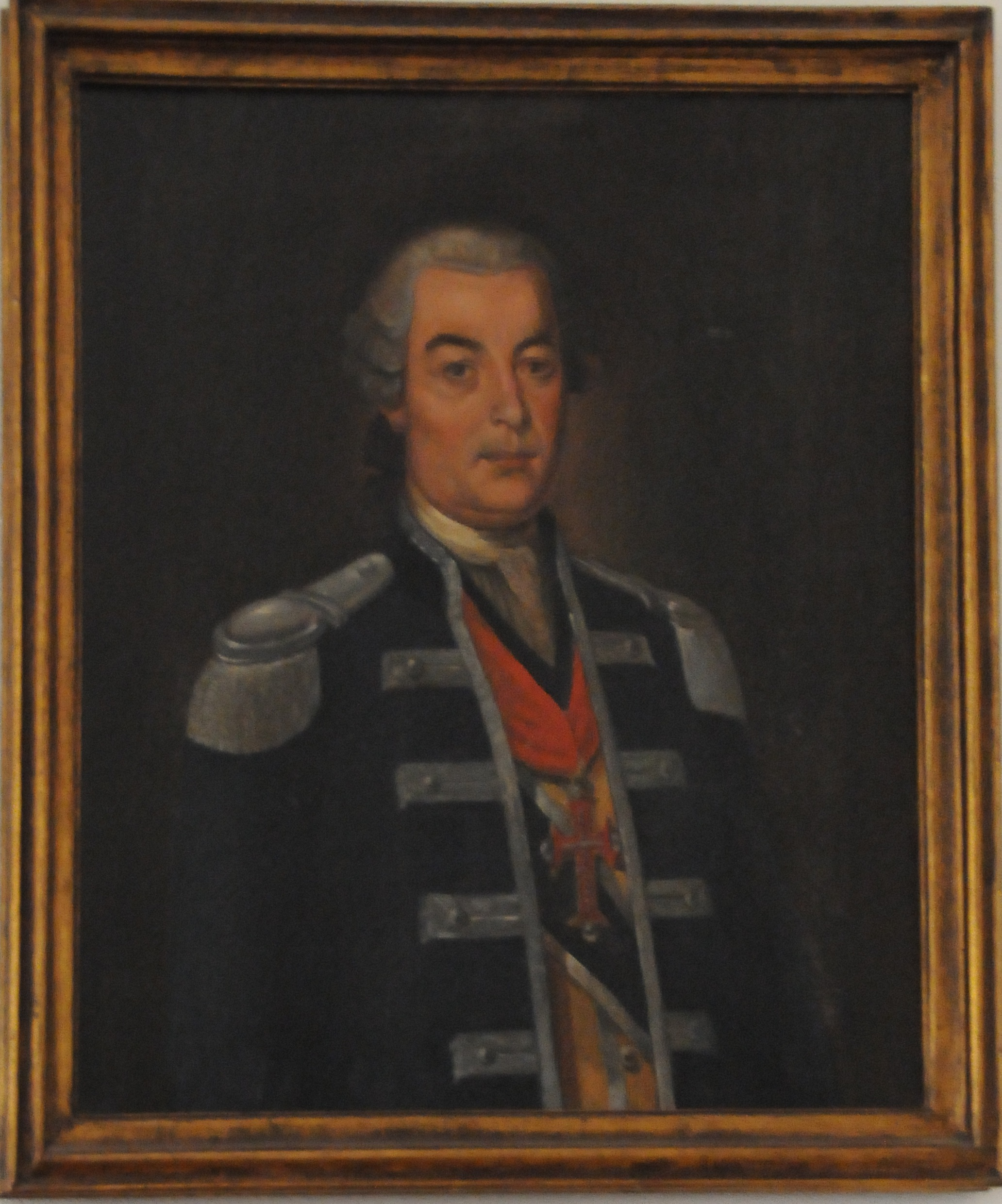
João Frederico Ludovice.

Johann Friedrich Ludwig (1670 - 1752), conocido en Portugal como João Frederico Ludovice fue un arquitecto y orfebre de origen alemán. 
Ludovice nació en Hohenhart, Suabia, Alemania. 
En 1698 fue a Italia a trabajar con su padre; allí se convirtió al Catolicismo y cambió su nombre por el de Ludovisi. Trabajó en los altares de la Iglesia de San Ignacio de Jesús en Roma y recibió la influencia de Carlo Fontana y Andrea Pozzo. Los jesuitas se admiraron de su trabajo y su talento, y lo invitaron a trabajar para ellos en Portugal, donde se hizo famoso por su trabajo en el Palacio Nacional de Mafra (1717-1731) para el rey João V de Portugal, entre otros monumentos que incluyen otras iglesias y la torre de la Universidad de Coímbra. 
Finalmente adoptó la nacionalidad portuguesa; murió en 1752.